# هوبير بروكس
هوبير بروكس هو لاعب هوكي الجليد كندي، ولد في 29 ديسمبر 1921 في Bluesky, Alberta ‏ في كندا، وتوفي في 1 فبراير 1984 في أوتاوا في كندا.